# Пехтеево
Пехтеево — бывшее село в Череповецком районе Вологодской области, один из многих населённых пунктов Ярославской и Вологодской областей, затопленных в начале 1940-х годов при наполнении чаши Рыбинского водохранилища (на момент затопления Любецкий сельсовет).
Ближайшая к Любецу (родовому имению Верещагиных) деревня, находилась в 8 верстах к западу от Любецкой Преображения Господня церкви, по берегу реки Шексны, при почтовом Петербургском к Вологде тракте, в ровной и открытой местности.
До реформы 1861 года 233 крестьянских души Пехтеева имели в пользовании 581 десятину удобий (2,6 десятины на душу, включая усадьбы, сенокосы и лес — надел весьма скудный для Новгородской губернии) и платили оброк (более 9 рублей с души). В уставной грамоте указано наличие огнеупорной глины, большой почтовой дороги, озера и двух сараев для хранения купеческого железа, а также пристани при селении «в постоянном пользовании крестьян». После реформы величина оброка сохранилась, из числа душевого оброка 2,5 рубля относится на усадьбы, которые, вследствие «промышленности» крестьян были отнесены ко второму разряду. На 1866 год в деревне проживало 220 мужчин и 250 женщин, насчитывалось 65 дворов. Крестьяне временнообязанные г. Петровского.
В 1913 г. в деревне Вахново была построена деревянная церковь во имя Покрова Божией Матери. В Пехтееве имелась часовня, приписанная к этой церкви.

## Происхождение названия
Пехтево, Пехтева, Пехтеевская — по фамилии владельца (Пехтеев).